# A maffia ügyvédje (televíziós sorozat)
A maffia ügyvédje (hangul: 빈센조, Pinszendzso, RR: Binsenjo; angol címén: Vincenzo) 2021-ben bemutatott dél-koreai televíziós sorozat, Szong Dzsunggi (Song Junggi), Cson Jobin (Jeon Yeobin), Ok Thegjon (Ok Taekyeon), Kim Jodzsin (Kim Yeo-jin) és Kvak Tongjon (Kwak Dongyeon) főszereplésével. A tvN csatorna vetítette február 20. és május 2. között, amit követően a Netflixre is felkerült a sorozat. Az utolsó részt 16,6%-os átlagnézettséggel vetítették Szöulban, összességében pedig a tvN hatodik legnézettebb televíziós sorozata volt.

## Cselekmény
Vincenzo Cassanót még gyerekkorában fogadták örökbe Olaszországban, ahol felnőve a Cassano maffiacsalád ügyvédje és a család fejének jobbkeze lett. Amikor a maffiavezér meghal, annak vér szerinti fia megpróbálja megölni Vincenzót, aki Koreába menekül. Koreában korábban elrejtette egy kínai üzletember aranykészletét, aki hirtelen szívrohamban elhalálozott és a titkos aranyról nem beszélt senkinek. Az arany a Kumgang (Geumgang) Pláza pincéjében rejtőzik, az épületre azonban fáj a foga a Babel konglomerátum egyik leányvállalatának, és illegális módon megszerzik a tulajdonjogot. Vincenzo kénytelen szembeszállni a vállalattal, melynek vezetői a gyilkosságtól sem riadnak vissza céljaik eléréséhez, és ebben a korrupt Uszang (Usang) ügyvéd iroda és egy volt ügyész segíti őket. Hong Cshajong (Hong Cha-young) ügyvédnő is ennél az ügyvédi irodánál dolgozik, amíg végül rá nem döbben, hogy főnökei vele sem kíméletesek, ha ellenszegül. A nő összefog Vincenzóval a konglomerátum elleni harcban. Vincenzo a Babel saját módszereit használja fel ellenük, amihez jól jönnek maffiakapcsolatai is.

## Szereplők
- Szong Dzsunggi (Song Junggi) mint Vincenzo Cassano, egy olasz maffiacsalád jogi tanácsadója
- Cson Jobin (Jeon Yeobin) mint Hong Cshajong (Hong Cha-young), koreai ügyvéd
- Ok Thegjon (Ok Taekyeon) mint Csang Dzsunu / Csang Hanszok (Jang Jun-woo/ Jang Han-seok) az Uszang (Usang) ügyvéd iroda gyakornoka, valójában azonban a Babel konglomerátum elnöke
- Kim Jodzsin (Kim Yeo-jin) mint Cshö Mjonghi (Choi Myung-hee), korrupt ügyész, aki az Uszang (Usang) ügyvéd iroda partnere lesz
- Kvak Tongjon (Kwak Dongyeon) mint Csang Hanszo (Jang Han-seo), Hanszok (Hanseok) illegitim féltestvére, aki a közvélemény előtt a Babel Group vezetőjének szerepét játssza
- Cso Hancshol (Jo Hancheol) mint Han Szunghjok (Han Seung-hyuk), az Uszang (Usang) ügyvédi iroda igazgatója

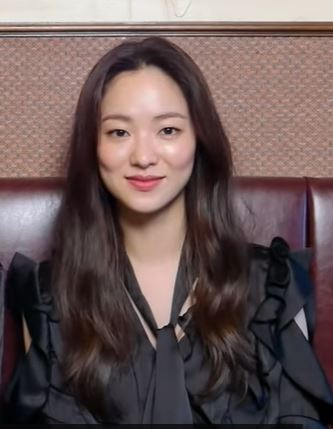
Cson Jobin (Jeon Yeobin)
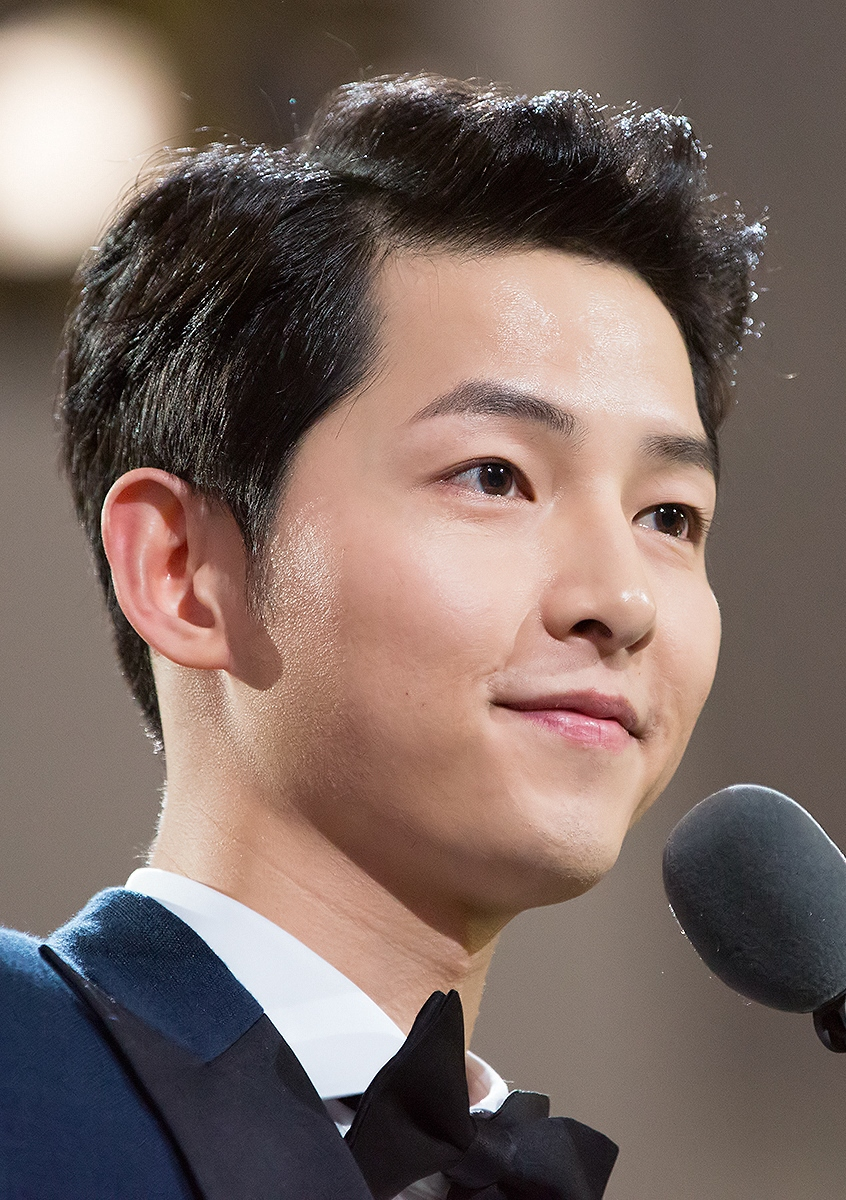
Szong Dzsunggi (Song Junggi)
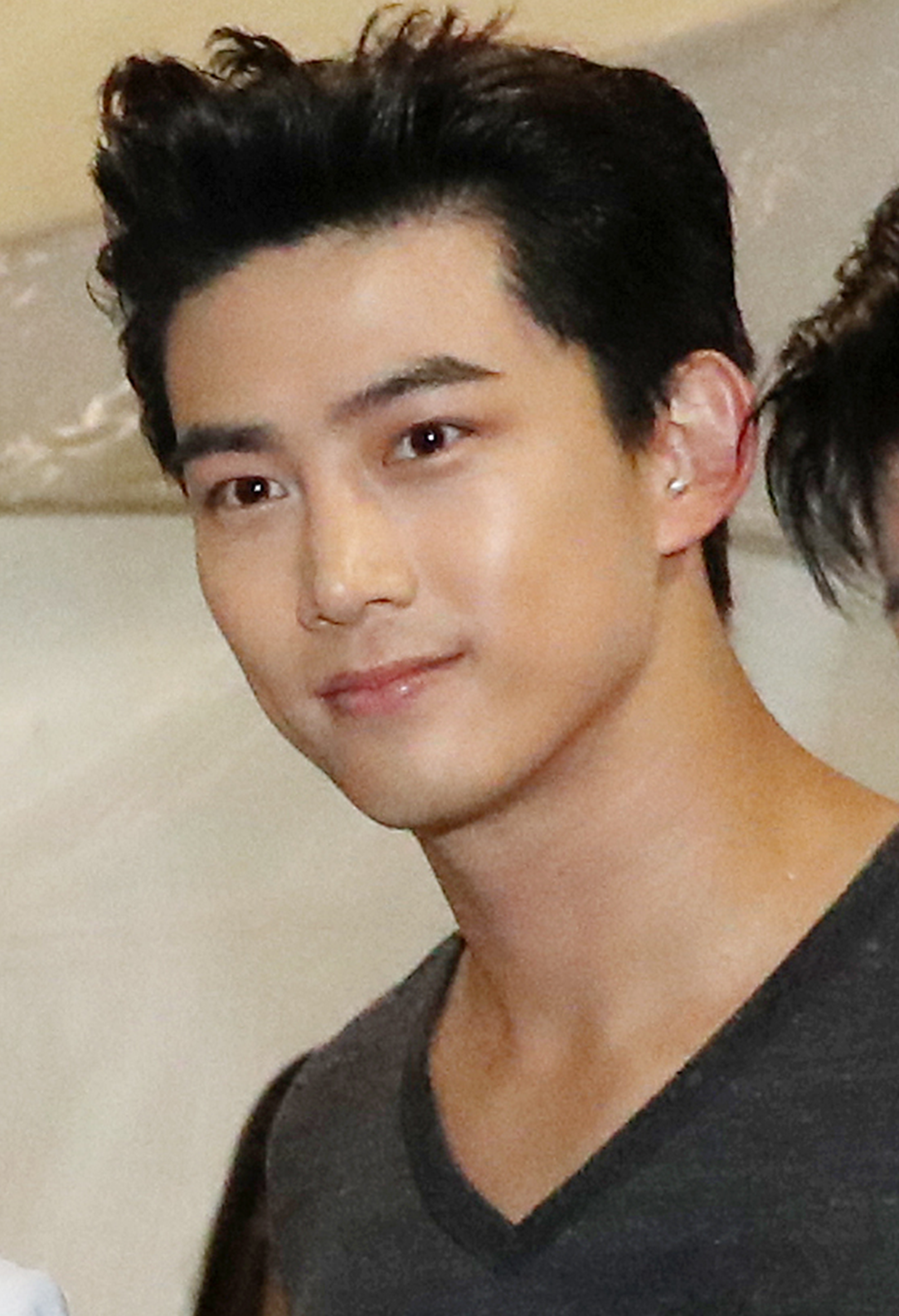
Ok Thegjon (Ok Taegyeon)
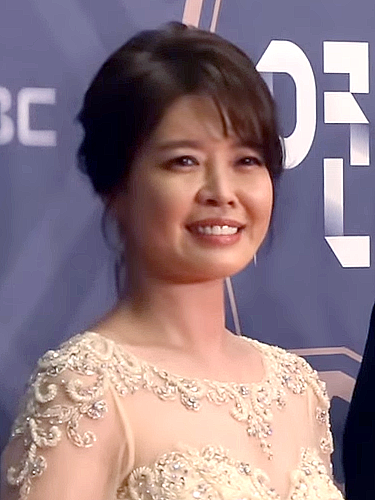
Kim Jodzsin (Kim Yeojin)
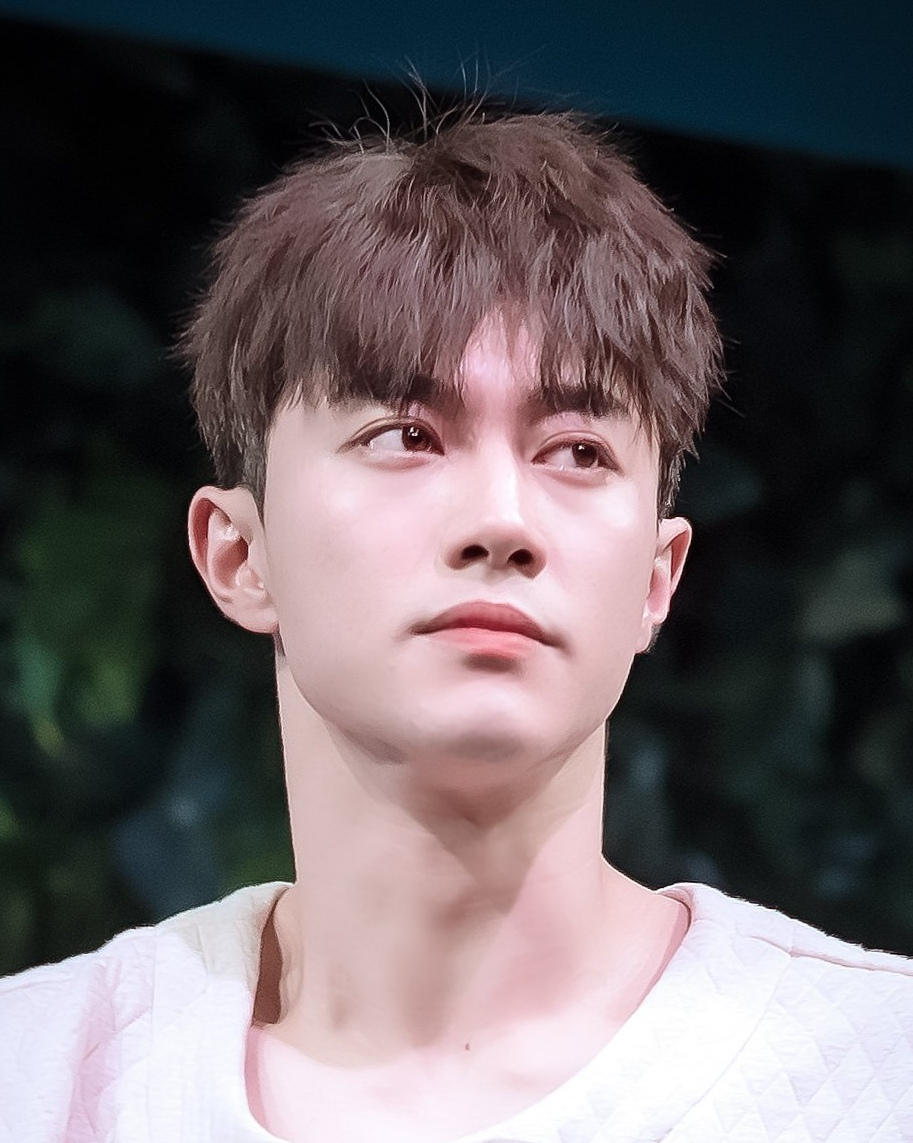
Kvak Tongjon (Kwak Dongyeon)
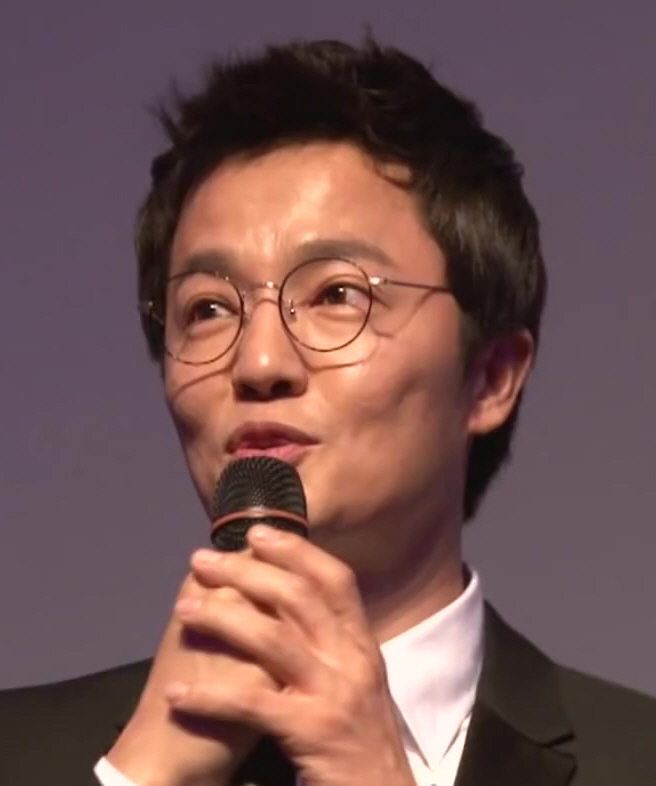
Cso Hancshol (Jo Hancheol)

## Gyártás
2020 májusában jelentették be, hogy a sorozat rendezője Kim Hivon (Kim Hui-won), forgatókönyvírója Pak Csebom (Park Jae-beom) lesz. Júliusban merült fel Szong Dzsunggi (Song Junggi) és Cson Jobin (Jeon Yeobin) neve a főszerepekre.
A sorozat egy részét eredetileg Olaszországban forgatták volna, ám a Covid19-pandémia miatt erre nem kerülhetett sor, így végül számítógépes grafikával oldották meg a jeleneteket.
A 17. és 18. rész bemutatása egy hetet csúszott, mivel a sorozat készítői úgy vélték, javítaniuk kell a részek minőségén. Korábban a sorozatot kritika érte, mert az egyik jelenetben a főszereplők kínai márkájú pibimbap (bibimbap)ot ettek.

## Nézettség
| 1 | 2021. február 20. | 7,659% (1.)  | 8,728% (1.)  |
| 2 | 2021. február 21. | 9,295% (1.)  | 10,207% (1.) |
| 3 | 2021. február 27. | 8,121% (1.)  | 9,340% (1.)  |
| 4 | 2021. február 28. | 10,215% (1.) | 11,201% (1.) |
| 5 | 2021. március 6.  | 9,674% (1.)  | 10,683% (1.) |
| 6 | 2021. március 7.  | 11,082% (1.) | 12,165% (1.) |
| 7 | 2021. március 13. | 9,241% (1.)  | 9,992% (1.)  |
| 8 | 2021. március 14. | 10,380% (1.) | 11,292% (1.) |
| 9 | 2021. március 20. | 9,057% (1.)  | 9,729% (1.)  |
| 10 | 2021. március 21. | 11,375% (1.) | 12,745% (1.) |
| 11 | 2021. március 27. | 9,311% (1.)  | 10,705% (1.) |
| 12 | 2021. március 28. | 10,736% (1.) | 12,405% (1.) |
| 13 | 2021. április 3.  | 10,815% (1.) | 11,555% (1.) |
| 14 | 2021. április 4.  | 11,258% (1.) | 12,487% (1.) |
| 15 | 2021. április 10. | 10,296% (1.) | 11,150% (1.) |
| 16 | 2021. április 11. | 10,572% (1.) | 11,600% (1.) |
| 17 | 2021. április 24. | 10,961% (1.) | 12,278% (1.) |
| 18 | 2021. április 25. | 12,276% (1.) | 13,912% (1.) |
| 19 | 2021. május 1.    | 11,854% (1.) | 12,659% (1.) |
| 20 | 2021. május 2.    | 14,636% (1.) | 16,564% (1.) |
| Átlag | Átlag             | 10,441%      | 11,570%      |
| Különkiadás | April 17, 2021    | 4,445% (1.)  | 5,098% (2.)  |
| - A táblézatban a kék számok a legalacsonyabb nézettséget, a piros számok a legmagasabb nézettséget jelölik. - A sorozat fizetős kábeltelevízión futott, melynek nézettsége jóval kisebb mint az országos, földi szórású adóké. - Április 17-én és 18-án nem vetítették, helyette egy különkiadás ment le, az eredetileg tervezett részeket a következő hétre tolták át. |                   |              |              |

## Díjak és elismerések
| Év   | Díj                      | Kategória                             | Díjazott                     | Eredmény | Hiv.   |
| ---- | ------------------------ | ------------------------------------- | ---------------------------- | -------- | ------ |
| 2021 | 57. Paeksang Arts Awards | Legjobb televíziós rendező            | Kim Hivon (Kim Hui-won )     | Jelölve  | [ 11 ] |
| 2021 | 57. Paeksang Arts Awards | Legjobb színész televíziós sorozatban | Szong Dzsunggi (Song Junggi) | Jelölve  | [ 11 ] |